# NASCAR on ESPN

Fotogramma della trasmissione

La NASCAR on ESPN è stata la copertura televisiva della serie NASCAR da parte di ESPN, ESPN2 ed ABC. La ESPN ha ricominciato a trasmettere la NASCAR a partire dal febbraio 2007 con il coverage della gara Nationwide a Daytona, dopo una pausa di 7 anni, fino al 2014.
Ogni gara cominciava con un pre-gara di 30 minuti o di 1 ora, a seconda che sia Nationwide o Sprint Cup,  denominato NASCAR Countdown con in studio Allen Bestwick, Brad Daugherty e Rusty Wallace, ex pilota NASCAR.

## ESPN on ABC
ESPN on ABC è un brand usato per programmi sportivi sulla rete ABC. Il 2 settembre 2006 la ABC television network fu integrata alla compagnia satellitare ESPN che è di proprietà della Walt Disney Company. I programmi vengono gestiti dalla ESPN con il suo scoreboard e il suo notiziario SportsCenter. Le presentazioni di programmi vengono presentate con il logo ABC e non quello della ESPN, per motivi di copyright si è scelta questa strada.
In più quotidianamente ESPN2 trasmette NASCAR Now, che assomiglia molto a Baseball Tonight e a NFL Primetime. NASCAR Now va in onda dal lunedì al venerdì alle 6 p.m. ET. La prima puntata dello show andò in onda il 5 febbraio 2007.

## Produzione
Tutte le gare sono trasmesse in HD incluse le telecamere on-board.

### Critiche
Il coverage di ESPN è stato spesso criticato perché, per esempio, se una gara dura più del dovuto, ESPN, al contrario di FOX o TNT, viene spostata su un altro canale di sua competenza creando confusione tra i fans. Esempio molto eloquente è quello della gara di Phoenix di novembre 2008 quando per la sua eccessiva durata, ESPN dovette spostare la gara da ABC su ESPN2 ma solo nelle zone Eastern e Central poiché in quelle zone stava cominciando la cosiddetta fascia prime-time o prima serata.
Altro errore è stato quello del 24 agosto 2007, quando a 5 giri dalla fine della Food City 250 al Bristol Motor Speedway, ESPN2 andò improvvisamente in black-out, facendo perdere il finale di gara che vide vincere Kasey Kahne. Più tardi Jerry Punch disse che fu un errore umano.

### Contratto TV con la NASCAR
Il 7 dicembre 2007, la NASCAR ha firmato un contratto da $4.48 miliardi con la FOX e SPEED. Di questo contratto fanno parte anche ESPN e TNT. Il contratto è in vigore dalla stagione 2007 ed è strutturato come segue:
- La FOX è l'emittente esclusiva della Daytona 500 e delle prime 13 gare stagionali. In più trasmetterà la Budweiser Shootout e le qualifiche per la Daytona 500.
- In seguito TNT copre le 6 gare successive inclusa la Coke Zero 400 al Daytona International Speedway.
- ESPN ed ABC trasmettono le rimanenti gare inclusa la Chase for the Sprint Cup. In particolare, nel 2010, ABC trasmetterà le gare in notturna mentre ESPN quelle diurne. Il coverage comincia di solito con la Brickyard 400 all'Indianapolis Motor Speedway
- Speed, la sorella di FOX, copre tutta la stagione dei Truck, con in più la Gatorade Duel a Daytona e la Sprint All-Star Challenge.

### Album studio
Hosts
- Nicole Briscoe: (host, 2008-present) NASCAR Now
- Mike Massaro: (host, 2009-present) NASCAR Now
- Allen Bestwick: (host, 2007-present) NASCAR Now, NASCAR Countdown

Analysts
- Tim Brewer: (analyst, 2007-present) NASCAR Now, NASCAR Countdown, and ESPN Dish Tech Center
- Brad Daugherty: (analyst, 2007-presente) NASCAR Now and NASCAR Countdown
- Rusty Wallace: (analyst, 2007-present) NASCAR Now, NASCAR Countdown
- Boris Said: (analyst, 2007-present) NASCAR Now
- Tim Cowlishaw: (analyst, 2007-present) NASCAR Now
- Ray Evernham: (analyst, 2008-present) NASCAR Now
- D.J. Copp: (analyst, 2008-present) NASCAR Now, and ESPN Dish Tech Center
- There will also be race participants who will act as analysts during caution laps, known as the in-race reporter.

Reporters
- Terry Blount: (reporter, 2007-present) NASCAR Now
- Angelique Chengelis: (reporter, 2007-present) NASCAR Now
- David Newton: (reporter, 2007-present) NASCAR Now
- Marty Smith: (reporter/correspondent, 2007-present) NASCAR Now

Correspondents
- Mike Massaro: (lead correspondent, 2007-present) NASCAR Now
- Shannon Spake: (correspondent, 2007-present) NASCAR Now and NASCAR Countdown

### Race coverage
Booth commentary
Tutte le gare Sprint Cup
- Marty Reid: (lead lap-by-lap, 2010-in corso)
- Dale Jarrett: (lead analyst, 2008-in corso)
- Andy Petree: (lead analyst, 2007-in corso)

Alcune gare Nationwide Series, principalmente per la prima metà di stagione
- Allen Bestwick: (lap-by-lap, 2007-in corso)
- Rusty Wallace: (analyst, 2007-in corso)
- Randy LaJoie: (analyst, 2007-in corso)
- Ray Evernham: (analyst 2008-in coreso)

Pit reporters regolari
- Dr. Jerry Punch (lead pit reporter, 2010-present)
- Dave Burns: (pit reporter, 2007-present)
- Jamie Little: (pit reporter, 2007-present)
- Shannon Spake: (pit reporter, 2008-present)
- Vince Welch: (pit reporter, 2009-present)

Fill in pit reporters
- Mike Massaro: (pit reporter, 2007-present) Select Nationwide Series races
- Jack Arute: (pit reporter 2007-2009, Nationwide Series non-companion events)
- Marty Smith: (pit reporter 2007, Nationwide Series at Montreal only)
- Gary Gerould: (pit reporter 2007, Nationwide Series at Montreal only)